# Goodmayes
Goodmayes – dzielnica Londynu, w Wielkim Londynie, leżąca w gminie Redbridge. Leży 14,7 km od centrum Londynu. W 2011 roku dzielnica liczyła 13 069 mieszkańców.